# Walpurgis Night (GFriend)
Walpurgis Night (stilizzato 回:Walpurgis Night) è il terzo e ultimo album in studio in lingua coreana (quarto in totale) del girl group sudcoreano GFriend, pubblicato nel 2020. 
Questo segna l'ultima pubblicazione delle GFriend, prima dello scioglimento ufficiale a maggio 2021.

## Tracce
1. Mago – 3:19
2. Love Spell – 3:08
3. Three of Cups – 3:28
4. GRWM – 3:30
5. Yerin e SinB – Secret Diary – 3:13
6. Sowon e Umji – Better Me – 3:01
7. Eunha e Yuju – Night Drive – 3:27
8. Apple – 3:27
9. Crossroads – 3:23
10. Labyrinth – 3:21
11. Wheel of the Year (앞면의 뒷면의 뒷면?, Ammyeon-ui dwinmyeon-ui dwinmyeonLR, lit. The front's back's back) – 3:48

## Classifiche
| Classifica (2020) | Posizione massima |
| ----------------- | ----------------- |
| Corea del Sud     | 3                 |